# Elecciones a la Asamblea Regional de Murcia de 2023
Las elecciones a la Asamblea Regional de Murcia de 2023 se celebraron el domingo 28 de mayo, durante las elecciones autonómicas de dicho año, de acuerdo con el decreto de convocatoria de  elecciones dispuesto que se publicará en el Boletín Oficial de la Región de Murcia. Se eligieron los 45 diputados de la XI Legislatura de la Región de Murcia mediante un sistema proporcional, el (método D'Hondt).

## Sistema electoral
Hasta las elecciones autonómicas de 2015 se seguía el procedimiento estipulado de acuerdo a lo dispuesto en la Ley 2/1987, de 24 de febrero Electoral de la Región de Murcia (BOE 20-4-1987), donde se regulaba el sistema electoral de la Comunidad Autónoma de la Región de Murcia. Según la ley, la Asamblea de la Región de Murcia consta de 45 diputados, con una barrera electoral mínima del 5%, que se repartían en cinco circunscripciones electorales. Estas se numeraban del uno al cinco, pero también se conocían por descriptores geográficos.
Estas circunscripciones eran la Primera (de Lorca, 7 diputados), la Segunda (de Cartagena, 11 diputados), la Tercera (de Murcia, 20 diputados), la Cuarta (del Noroeste, 4 diputados) y la Quinta (del Altiplano, 3 diputados).
Sin embargo, el 23 de julio de 2015, la Asamblea de la Región de Murcia aprobó la primera reforma del sistema electoral autonómico por unanimidad, con los votos de los impulsores de la misma (PSRM-PSOE, Podemos y Ciudadanos) y los votos del Partido Popular. Los cuatro principales cambios de esta reforma fueron:
1. Reducción de las cinco circunscripciones a una circunscripción única que engloba a todos los municipios de la Región, equiparándose así al resto de comunidades autónomas uniprovinciales, excepto Asturias y Baleares.
2. Bajada de la barrera electoral mínima del 5% al 3%.
3. Prohibición de que los diputados ocupen simultáneamente otros cargos, como alcaldes o concejales.
4. Reducción del techo de los gastos de los partidos durante las elecciones.

De esa forma, esa reforma entró en vigor, publicándose en el BORM de 30-7-2015 y en el BOE de 24-9-2015, y es la normativa que regirá estas elecciones autonómicas de la Región.

## Candidaturas
| Candidatura | Candidatura                                | Integrantes | Cabeza de lista                   |
| ----------- | ------------------------------------------ | --- | --------------------------------- |
|             | Partido Socialista de la Región de Murcia  | Lista Partido Socialista Obrero Español (PSOE)                                                                 | José Vélez Fernández              |
|             | Partido Popular de la Región de Murcia     | Lista Partido Popular (PP)                                                                                     | Fernando López Miras              |
|             | Ciudadanos                                 | Lista Ciudadanos (Cs)                                                                                          | María José Ros Olivo              |
|             | Vox                                        | Lista Vox (Vox)                                                                                                | José Ángel Antelo                 |
|             | Podemos+IU-Verdes+AV                       | Lista Podemos Región de Murcia (PRE) Izquierda Unida-Verdes de la Región de Murcia (IU-VRM) Alianza Verde (AV) | María Marín                       |
|             | Más Región                                 | Lista Verdes Equo (Equo) Más País (MP)                                                                         | Helena Vidal                      |
|             | Movimiento Ciudadano regional              | Lista Movimiento Ciudadano de Cartagena                                                                        | María Ester Guzmán Linares        |
|             | PACMA                                      | Lista Partido Animalista Con el Medio Ambiente                                                                 | María Yáñez González              |
|             | Por mi Región                              | Lista Por mi Región                                                                                            | María Pilar García Santos         |
|             | Tercera edad en acción                     | Lista Tercera edad en acción                                                                                   | Domingo Díaz Carrillo             |
|             | Murcia Libre                               | ListaMurcia Libre                                                                                              | Francisco Miguel Muñoz Garre      |
|             | Valores                                    | ListaValores                                                                                                   | Alfonso Galdón Ruiz               |
|             | Partido Comunista de los Pueblos de España | Lista Partido Comunista de los Pueblos de España                                                               | Francisco Jesús Valverde Martínez |
|             | FE de las JONS                             | Lista Falange Española de las Juntas de Ofensiva Nacional Sindicalista                                         | Ramón Menéndez Hermida            |
|             | Partido Cantonal de Cartagena              | ListaPartido Cantonal de Cartagena                                                                             | María del Rocío Morales Ayala     |

## Encuestas de opinión

Línea de tendencia de regresión local de los resultados de la encuesta desde las elecciones autonómicas de 2019 hasta las de 2023, con cada línea correspondiente a un partido político

| Encuestadora                                        | Fecha              | Tamaño    | Participación |                       |                       |        |           |            | Dis. |            |         |          |         |      |
| --------------------------------------------------- | ------------------ | --------- | ------------- | --------------------- | --------------------- | ------ | --------- | ---------- | ---- | ---------- | ------- | -------- | ------- | ---- |
| Encuestadora                                        | Fecha              | Tamaño    | Participación | ElIndependiente/Cemop | 16 de febrero de 2023 |        | ?         | 29.7 14/15 | Dis. | 42.2 20/21 | 2.4 0/1 | 14.3 7/8 | 6.4 3/4 | 12.5 |
| ElIndependiente/LaOpinióndeMurcia                   | 4 de enero de 2023 |           | ?             | 28.6 13/14            | 37.6 18/19            | 2.0 0  | 20.1 9/10 | -          | 9.0  |            |         |          |         |      |
|                                                     |                    |           |               |                       |                       |        |           |            |      |            |         |          |         |      |
| Elecciones a la Asamblea Regional de Murcia de 2019 | 29 de mayo de 2019 | 1 057 978 | 62.33 %       | 32.4 17               | 32.3 16               | 11.9 6 | 9.4 4     | 5.5 2      | 0.1  |            |         |          |         |      |

## Jornada electoral

### Participación
A lo largo de la jornada se darán a conocer los datos de participación en las elecciones en dos ocasiones, así como la participación final.

|  | 36,33 % |

|  | 40,09 % |

|  | 49,72 % |

|  | 54,67 % |

|  | 62,32 % |

|  | 63,25 % |

## Resultados
| ← Elecciones a la Asamblea Regional de Murcia de 2023 →  |                                                      |                                                      |                              |           |        |                                        |                                        |
| Presidente y gobierno                                    | Candidatura                                          | Candidatura                                          | Candidato                    | Votos     | %      | Escaños                                | +/-                                    |
| - Presidente: Fernando López Miras PP - Gobierno: PP–Vox |                                                      | Partido Popular (PP)                                 | Fernando López Miras         | 293 051   | 42,79  | 21                                     | 5                                      |
| - Presidente: Fernando López Miras PP - Gobierno: PP–Vox |                                                      | Partido Socialista Obrero Español (PSOE)             | José Vélez                   | 175 505   | 25,63  | 13                                     | 4                                      |
| - Presidente: Fernando López Miras PP - Gobierno: PP–Vox |                                                      | Vox                                                  | José Ángel Antelo            | 121 321   | 17,72  | 9                                      | 5                                      |
| - Presidente: Fernando López Miras PP - Gobierno: PP–Vox |                                                      | Podemos-Izquierda Unida-LV-Alianza Verde             | María Marín                  | 32 173    | 4,70   | 2                                      |                                        |
| - Presidente: Fernando López Miras PP - Gobierno: PP–Vox | Barrera electoral mínima                             | Barrera electoral mínima                             | Barrera electoral mínima     |           | 3,00   |                                        |                                        |
| - Presidente: Fernando López Miras PP - Gobierno: PP–Vox | Movimiento Ciudadano Regional                        | Movimiento Ciudadano Regional                        | María Ester Guzmán Linares   | 20 206    | 2,95   | 0                                      |                                        |
| - Presidente: Fernando López Miras PP - Gobierno: PP–Vox | Ciudadanos (Cs)                                      | Ciudadanos (Cs)                                      | María José Ros               | 10 480    | 1,53   | 0                                      | 6                                      |
| - Presidente: Fernando López Miras PP - Gobierno: PP–Vox | Más Región-Verdes Equo                               | Más Región-Verdes Equo                               | Helena Vidal                 | 8919      | 1,30   | 0                                      | nuevo                                  |
| - Presidente: Fernando López Miras PP - Gobierno: PP–Vox | Partido Animalista Contra el Maltrato Animal (PACMA) | Partido Animalista Contra el Maltrato Animal (PACMA) | María Yáñez                  | 5957      | 0,86   | 0                                      | Sin cambios                            |
| - Presidente: Fernando López Miras PP - Gobierno: PP–Vox | Por mí Región                                        | Por mí Región                                        | María Pilar García Santos    | 2449      | 0,35   | 0                                      | Sin cambios                            |
| - Presidente: Fernando López Miras PP - Gobierno: PP–Vox | Tercera Edad en Acción (3e)                          | Tercera Edad en Acción (3e)                          | Domingo Díaz                 | 1479      | 0,21   | 0                                      | Sin cambios                            |
| - Presidente: Fernando López Miras PP - Gobierno: PP–Vox | Murcia Libre (ML)                                    | Murcia Libre (ML)                                    | Francisco Miguel Muñoz Garre | 1442      | 0,21   | 0                                      | Nuevo                                  |
| - Presidente: Fernando López Miras PP - Gobierno: PP–Vox | Valores                                              | Valores                                              | Alfonso Galdón               | 1336      | 0,19   | 0                                      | Nuevo                                  |
| - Presidente: Fernando López Miras PP - Gobierno: PP–Vox | Partido Comunista de los Pueblos de España (PCPE)    | Partido Comunista de los Pueblos de España (PCPE)    | Francisco Jesús Valverde     | 1152      | 0,16   | 0                                      |                                        |
| - Presidente: Fernando López Miras PP - Gobierno: PP–Vox | Falange Española de las JONS (FE de las JONS)        | Falange Española de las JONS (FE de las JONS)        | Ramón Menéndez Hermida       | 554       | 0,08   | 0                                      | Nuevo                                  |
| - Presidente: Fernando López Miras PP - Gobierno: PP–Vox | Partido Cantonal (PCAN)                              | Partido Cantonal (PCAN)                              | María del Rosario Morales    | 530       | 0,07   | 0                                      |                                        |
| - Presidente: Fernando López Miras PP - Gobierno: PP–Vox |                                                      |                                                      |                              |           |        |                                        |                                        |
| - Presidente: Fernando López Miras PP - Gobierno: PP–Vox |                                                      | A candidatura (C)                                    | A candidatura (C)            | 676 554   | 98,79% | Participación · \| \| 63,25 % \| 0,93% | Participación · \| \| 63,25 % \| 0,93% |
| - Presidente: Fernando López Miras PP - Gobierno: PP–Vox |                                                      | En blanco (B)                                        | En blanco (B)                | 8263      | 1,20%  | Participación · \| \| 63,25 % \| 0,93% | Participación · \| \| 63,25 % \| 0,93% |
| - Presidente: Fernando López Miras PP - Gobierno: PP–Vox |                                                      | Válidos (C+B)                                        | Válidos (C+B)                | 684 817   | 98,54% | Participación · \| \| 63,25 % \| 0,93% | Participación · \| \| 63,25 % \| 0,93% |
| - Presidente: Fernando López Miras PP - Gobierno: PP–Vox |                                                      | No válidos (nulos)                                   | No válidos (nulos)           | 10 038    | 1,44%  | Participación · \| \| 63,25 % \| 0,93% | Participación · \| \| 63,25 % \| 0,93% |
| - Presidente: Fernando López Miras PP - Gobierno: PP–Vox |                                                      |                                                      |                              |           |        | Participación · \| \| 63,25 % \| 0,93% | Participación · \| \| 63,25 % \| 0,93% |
| - Presidente: Fernando López Miras PP - Gobierno: PP–Vox |                                                      | Votantes                                             | Votantes                     | 694 906   | 63,25% | Participación · \| \| 63,25 % \| 0,93% | Participación · \| \| 63,25 % \| 0,93% |
| - Presidente: Fernando López Miras PP - Gobierno: PP–Vox |                                                      | Abstención                                           | Abstención                   | 403 637   | 36,74% | Participación · \| \| 63,25 % \| 0,93% | Participación · \| \| 63,25 % \| 0,93% |
| - Presidente: Fernando López Miras PP - Gobierno: PP–Vox |                                                      | Electores                                            | Electores                    | 1 098 543 | 100%   | Participación · \| \| 63,25 % \| 0,93% | Participación · \| \| 63,25 % \| 0,93% |
| - Presidente: Fernando López Miras PP - Gobierno: PP–Vox | 63,25 %                                              |                                                      |                              |           |        |                                        |                                        |

## Investidura de los nuevos cargos en la Asamblea Regional

### Constitución de la Asamblea y elección de sus órganos de gobierno
La sesión constitutiva de la Asamblea Regional electa tuvo lugar el día 14 de junio de 2023.
| Cargo                  | Titular                              | Lista     |
| Presidenta             | Visitación Martínez Martínez         | PPRM      |
| Vicepresidente primero | Miguel Ángel Miralles González-Conde | PPRM      |
| Vicepresidente segundo | Alfonso Martínez Baños               | PSRM-PSOE |
| Secretaria primera     | María del Carmen Ruiz Jódar          | PPRM      |
| Secretaria segunda     | Virginia Lopo                        | PSRM-PSOE |

## Elección e investidura del Presidente de la Región de Murcia
Tras la ronda de consultas realizada entre la presidenta de la Asamblea y los portavoces de los diferentes grupos parlamentarios, Visitación Martínez propuso oficialmente a Fernando López Miras para ser investido presidente de la Región de Murcia.
| Candidato            | Fecha                                                  | Voto |    |    |   |   | Total |  |
| -------------------- | ------------------------------------------------------ | ---- | -- | -- | - | - | ----- |  |
| Fernando López Miras | 7 de julio de 2023 Mayoría requerida: absoluta (23/45) | Sí   | 21 |    |   |   | 21/45 |  |
| Fernando López Miras | 7 de julio de 2023 Mayoría requerida: absoluta (23/45) | No   |    | 13 | 9 | 2 | 24/45 |  |
| Fernando López Miras | 7 de julio de 2023 Mayoría requerida: absoluta (23/45) | Abs. |    |    |   |   | 0/45  |  |
| Fernando López Miras | 7 de julio de 2023 Mayoría requerida: absoluta (23/45) | Aus. |    |    |   |   | 0/45  |  |
| Fernando López Miras |                                                        |      |    |    |   |   |       |  |
| Fernando López Miras | 10 de julio de 2023 Mayoría requerida: simple          | Sí   | 21 |    |   |   | 21/45 |  |
| Fernando López Miras | 10 de julio de 2023 Mayoría requerida: simple          | No   |    | 13 | 9 | 2 | 24/45 |  |
| Fernando López Miras | 10 de julio de 2023 Mayoría requerida: simple          | Abs. |    |    |   |   | 0/45  |  |
| Fernando López Miras | 10 de julio de 2023 Mayoría requerida: simple          | Aus. |    |    |   |   | 0/45  |  |

Tras fracasar ambas votaciones de investidura, el Partido Popular y Vox llegaron a un acuerdo el 1 de septiembre de 2023 para formar un gobierno de coalición, evitando así una repetición electoral en la Región de Murcia. El día 4 de septiembre se celebró la segunda ronda de consultas, proponiéndose como candidato a Fernando López Miras, el cual finalmente salió reelegido como presidente:
| Candidato            | Fecha                                                       | Voto |    |    |   |   | Total |
| -------------------- | ----------------------------------------------------------- | ---- | -- | -- | - | - | ----- |
| Fernando López Miras | 7 de septiembre de 2023 Mayoría requerida: absoluta (23/45) | Sí   | 21 |    | 9 |   | 30/45 |
| Fernando López Miras | 7 de septiembre de 2023 Mayoría requerida: absoluta (23/45) | No   |    | 13 |   | 2 | 15/45 |
| Fernando López Miras | 7 de septiembre de 2023 Mayoría requerida: absoluta (23/45) | Abs. |    |    |   |   | 0/45  |
| Fernando López Miras | 7 de septiembre de 2023 Mayoría requerida: absoluta (23/45) | Aus. |    |    |   |   | 0/45  |